# Леб'яже (Павловський район)
Леб'я́же (рос. Лебяжье) — село у складі Павловського району Алтайського краю, Росія. Адміністративний центр та єдиний населений пункт Леб'яжинської сільської ради.

## Населення
Населення — 1006 осіб (2010; 1197 у 2002).
Національний склад (станом на 2002 рік):
- росіяни — 89 %